# Kenan Koçak
Kenan Koçak (Kayseri, 5 gennaio 1981) è un allenatore di calcio ed ex calciatore turco, di ruolo centrocampista, tecnico del Sandhausen.

## Carriera

### Calciatore
È cresciuto nel settore giovanile del Waldhof Mannheim dove ha trascorso la maggior parte della sua carriera. Ha militato prevalentemente nella quarta divisione del calcio tedesco, disputando anche 8 incontri in 2. Fußball-Bundesliga e due nella massima serie austriaca, prima di ritirarsi a 29 anni per intraprendere la carriera di allenatore.

### Allenatore
Nel 2013 ha ricevuto il suo primo incarico dal Waldhof Mannheim, che ha guidato fino al 2016. Per i successivi due anni è stato alla guida del Sandhausen da cui è stato esonerato nell'ottobre 2018. Nel novembre 2019 è diventato tecnico dell'Hannover 96.